# Marc Tici el Vell
Marc Tici (en llatí: Marcus Titius) va ser un polític romà que formava part de la gens Tícia, una gens romana d'origen plebeu.
Va ser proscrit pels membres del segon triumvirat l'any 43 aC i es va escapar per anar al costat de Sext Pompeu a Sicília. Es va casar amb Munàcia, la germana de Luci Munaci Planc, l'orador, amb la que va tenir un fill de nom Marc Tici el Jove.